# Pécsi székesegyház
A pécsi Szent Péter- és Szent Pál-székesegyház (pécsi dóm, bazilika vagy vártemplom, a 20. század végéig Szent Péter Székesegyház) a Pécsi egyházmegye katedrálisa, a város egyik jellegzetes épülete. A 11. századi alapokkal rendelkező székesegyház mai formáját a 19. század végén érte el Schmidt Frigyes (Friedrich von Schmidt) tervei alapján. Orgonája Angster József 100. munkája. Basilica minor rangot 1991-ben, II. János Pál pápa magyarországi látogatása előtt kapott a templom. Jelenlegi plébánosa Máger Róbert atya. 

## Története

### Középkorban
Kézai Simon krónikájában Péter királynak tulajdonítja a székesegyház alapítását. A krónikaírók azonban a templom alapításával kapcsolatban tévednek. Az altemplom alapjait pedig már a 4. század végén megépítették. A Pécsi egyházmegye 1009-es alapításakor is állott már itt egy székesegyház. A krónikák szerint a második székesegyházat Orseolo Péter magyar király idejében építették a mai Dóm tér északnyugati részén. Salamon királyt Szent Mór itt koronázta királlyá.  1064. április 11-én, háborúskodásuk befejezéseként Géza és Salamon együtt ülték meg a városban a húsvéti ünnepeket és kibékülésüket. Aznap éjjel tűzvész pusztította el a templomot és a palotát.
A harmadik székesegyház építése a 11. század végén kezdődött Szent Mór püspöksége idején, és 1140-1180 körül fejeződtek be. A mai dómtól északkeletre egy ókeresztény szenthely fölé kezdték építeni az öthajós altemplomot, amely alatt egy ókeresztény mártír sírja vagy ereklyéi voltak. A belső szobrászati elemeket észak-itáliai és francia mesterek készítették.
A tatárjárás idején a várfal nélküli városban fekvő dómot felgyújtották, majd 1299-ben a muszlim Mizse nádor dúlta föl Pécset, a dóm tetőzete ill. mennyezete megsemmisült. Végül a 14. század első harmadában beboltozták a mellékhajókat és két új kápolna is épült. Az egyik az északnyugati toronyhoz kapcsolt Fájdalmas Szűz kápolnája, a másik a délnyugati toronyhoz kapcsolódó Corpus Christi kápolna. Az újabb építkezések a 15. század második felében zajlottak, és az apszis ablaka fölé festett dátum szerint 1505-ben fejezték be. A vezető mester Demetrius volt. Ekkor vette fel a székesegyház gótika jegyeit, mint a nagy, mérműves ablakok, vagy a korra jellemző boltozatok. Számos oltárt ebben az időszakban építettek: Szent Kereszt (1235), Szent Gergely (1329), Szent Márton (1347), Szent Miklós (1350), Szent Balázs (1358), Szent Dániel (1365), Szent László király (1369), Szent Imre (1370), Szent János apostol (1371), Szent Fülöp és Jakab apostolok (1371), Szent Egyed (1376), Szent Demeter (1380), Szent Margit (1385), Tizenegyezer Szent szűz (1391), Szent Ambrus (1392), Szent György (1393), Szűz Mária (1402), 12 apostol (1407), Szent István vértanú (1418), Szent Kozma és Damján (1424), Szent Simon és Júdás apostolok (1467), Szent Pál megtérése (1482), Szent Jeromos (1483), Szentháromság (1512).
Humanista püspökök, a 15. század végén Janus Pannonius és Hampó Zsigmond, majd a 16. század elején Szatmári György, Bakócz Tamás bizalmasa, a reneszánsz kultúra fellegvárává formálták Pécset, ennek nyomai megfigyelhetők a püspöki templomon.
1543-ban a támadó török sereg könnyedén elfoglalta a várost. A közel másfélszázados török uralom alatt több dzsámi épült. A törökök a székesegyház nyugati részét, a Corpus Christi-kápolnát is dzsáminak használták, többi részében élelmiszert, hadianyagot raktároztak. 1631-ben egy villámcsapás miatt megsérült a délnyugati torony. Ahmed belgrádi aga felújítása után arab betűs török feliratokat helyeztek el rajta, ami a mai napig látható. 1664-ben Zrínyi Miklós Mecsekre telepített ágyúi komoly károkat okozott a székesegyház tetőzetében.
1686-ban a felszabadító hadak gyorsan visszafoglalták Pécset, de az elhanyagolt épületeket megviselte a rövid ostrom. A török nem tűrte meg az emberábrázolást, ezért megcsonkította az Árpád-kori domborműveket, lemeszelte a freskókat és megrongálta a Szatmáry pasztofóriumot. A fölszabadító katonák kifosztották a székesegyházat, parancsnokuk Gabriele Vecchi a toronyból az órákat és az épület ólomlemezekkel fedett tetőzetét ellopta. 1703-ig nagyjából rendbe hozták a törökök és a beszállásolt német katonák pusztításait, de 1704-ben újabb csapás érte a várost. Először Vak Bottyán kurucai, majd a felbujtott rácok pusztítottak, ágyúgolyóiktól beszakadt a templom főhajójának boltozata. A templom rossz állapota miatt Radanay Mátyás pécsi püspök a Mindenszentek templomát tette meg püspöki székesegyháznak.

### Újkorban

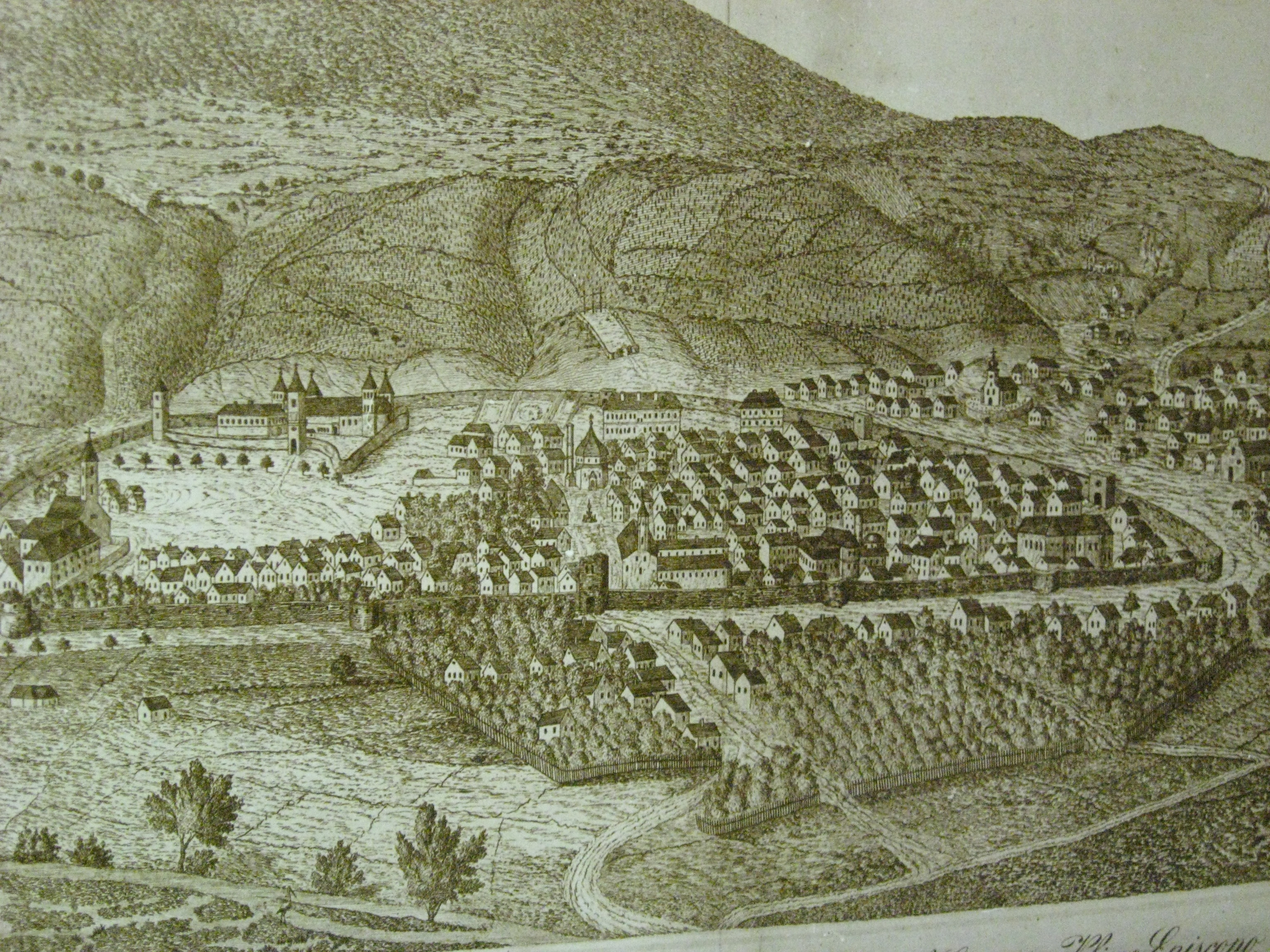
Pécs városa 1763-ban. A kép bal felső sarkában található a székesegyház

Nesselrode püspök idején, 1712-1732 között javították ki a háborúk okozta sérüléseket. Ekkor lényeges átalakításokat is végeztek, például a déli homlokzat tengelyében díszes oromfalú, új bejáratot nyitottak. A század negyvenes éveitől kezdve új berendezést készítettek: a főoltár 1741-ben készült Krail János tervei szerint, a sekrestye rokokó szekrényeit 1756-ban helyezték el és 1762- ben már álltak a kanonoki stallumok.
Hiába építettek melléjük támasztékul kápolnákat, hiába próbálkoztak a 18. század folyamán többször teherhárító ívekkel, 1805-ben oly súlyossá vált a helyzet, hogy újabb megerősítést kellett végezni. Az 1831-ig tartó helyreállítás során a homlokzatok elé egységes, klasszicista és romantikus elemekből álló kulisszafalakat emeltek Pollack Mihály tervei alapján. Ekkor építették föl a Boldog Mór-kápolnát, és állították helyre a délnyugati tornyot.
1877-ben Dulánszky Nándor püspök megbízta Friedrich von Schmidt osztrák építész-restaurátort a székesegyház stílszerű megújításával. Célul tűzték ki, hogy a millenniumi ünnepségekre visszaállítják az Árpád-kori székesegyházat, megszabadítják a későbbi korok hozzáépítéseitől. 1882. június 9-én kezdték szétszedni és kiárusítani a barokk oltárokat, padokat és székeket. Olyan értékek pusztultak el, amelyek nem csupán a dóm története szempontjából voltak jelentősek, hanem a magyar művészet fejlődésének pótolhatatlan láncszemeit alkották. Az építkezés közben lebontották a középkori várfalakat, így alakult ki a Dóm tér. A dóm fölszentelése 1891. június 22-én Ferenc József magyar király látogatásakor történt meg.
1962-63 folyamán tatarozták az épületet, a déli homlokzaton elhelyezték Antal Károly modern megfogalmazású apostolszobrait. Az 1854-ben készült tizenkét eredeti és az 1891-ben készült második sorozatból megmaradt kettő szobor a Pécsi Püspöki Hittudományi Főiskola udvarán található meg, erősen leromlott állapotban. 1965–1968 között restaurálták a falképeket, letisztították a faragványokat, megújították az aranyozásokat. 2000-ben Rétfalvi Sándor szőlőlugast ábrázoló díszkapuját helyezték el a déli bejárathoz.
1991. január 9-én II. János Pál pápa a székesegyházat Basilica Minor rangra emelte, majd pár hónap múlva meg is látogatta.
2009 januárjában egy 1886-ban elhelyezett időkapszulát találtak a pécsi székesegyház egyik tornyának kereszt alatti gömbjében. Az üveghenger érméket és egy kézzel írott pergament tartalmazott. Minden darab kifogástalan állapotban került elő. A második világháború alatt az időkapszulát tartalmazó gömb több golyótalálatot is kapott, ám az üveghenger sértetlen maradt. A latinul írott pergamen részletesen lejegyzi a székesegyház 1882-ben kezdődött felújítását. Az időkapszula legértékesebb darabja egy 1882-es osztrák gulden, a többi pénz magyar és osztrák ezüst és réz érme. Összesen egy papír forintos, 7 osztrák gulden és 7 magyar rézkrajcár.
2016-ban először formáztak lámpákkal adventi koszorút a székesegyházból.
2018-ban ismét fölújítják a belsejét: megújul a világítás és a hangosítás, a padok, és a városi távfűtőrendszerre kötik a dómot.

## Orgonája

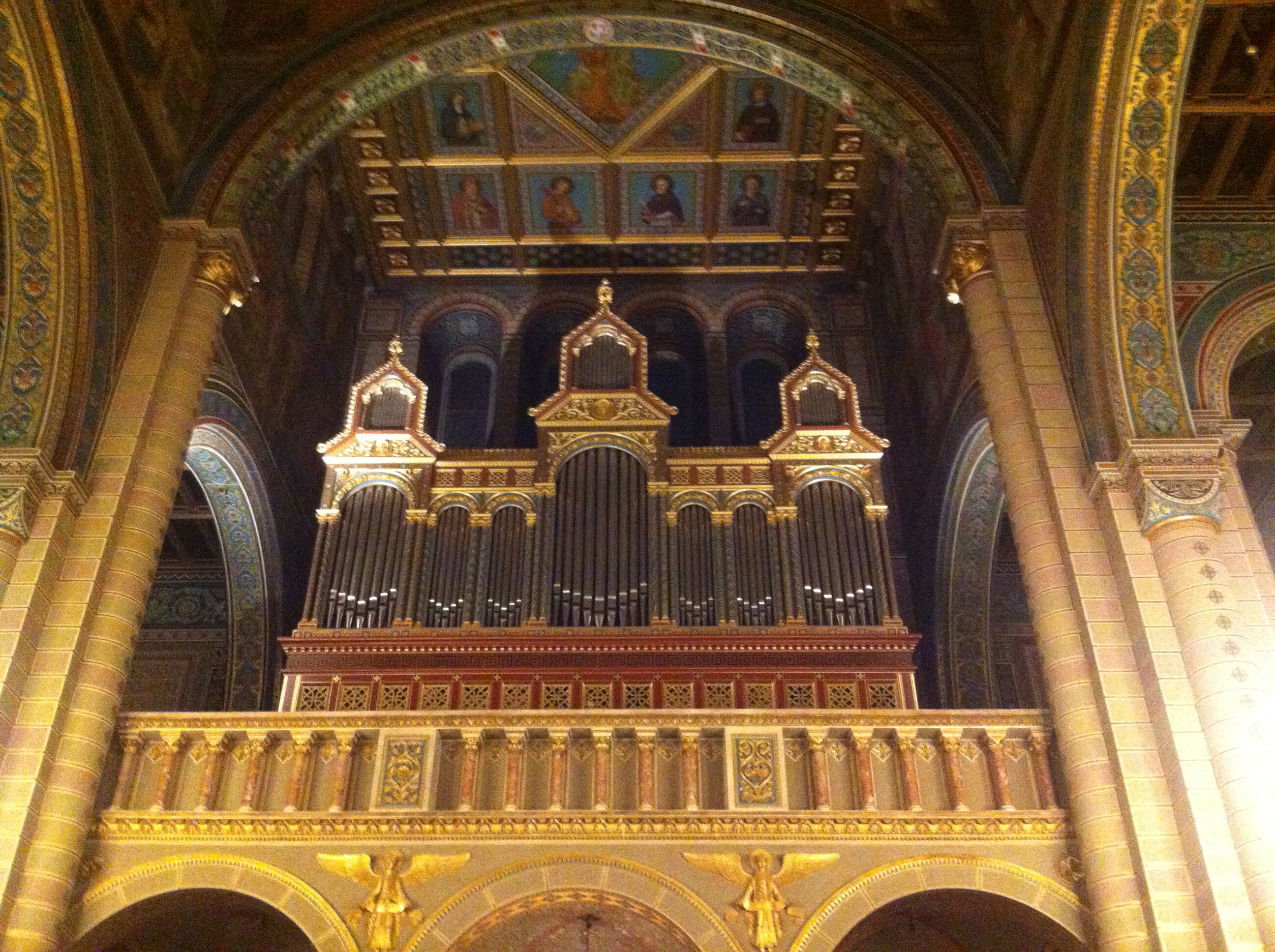
Az orgona lentről nézve

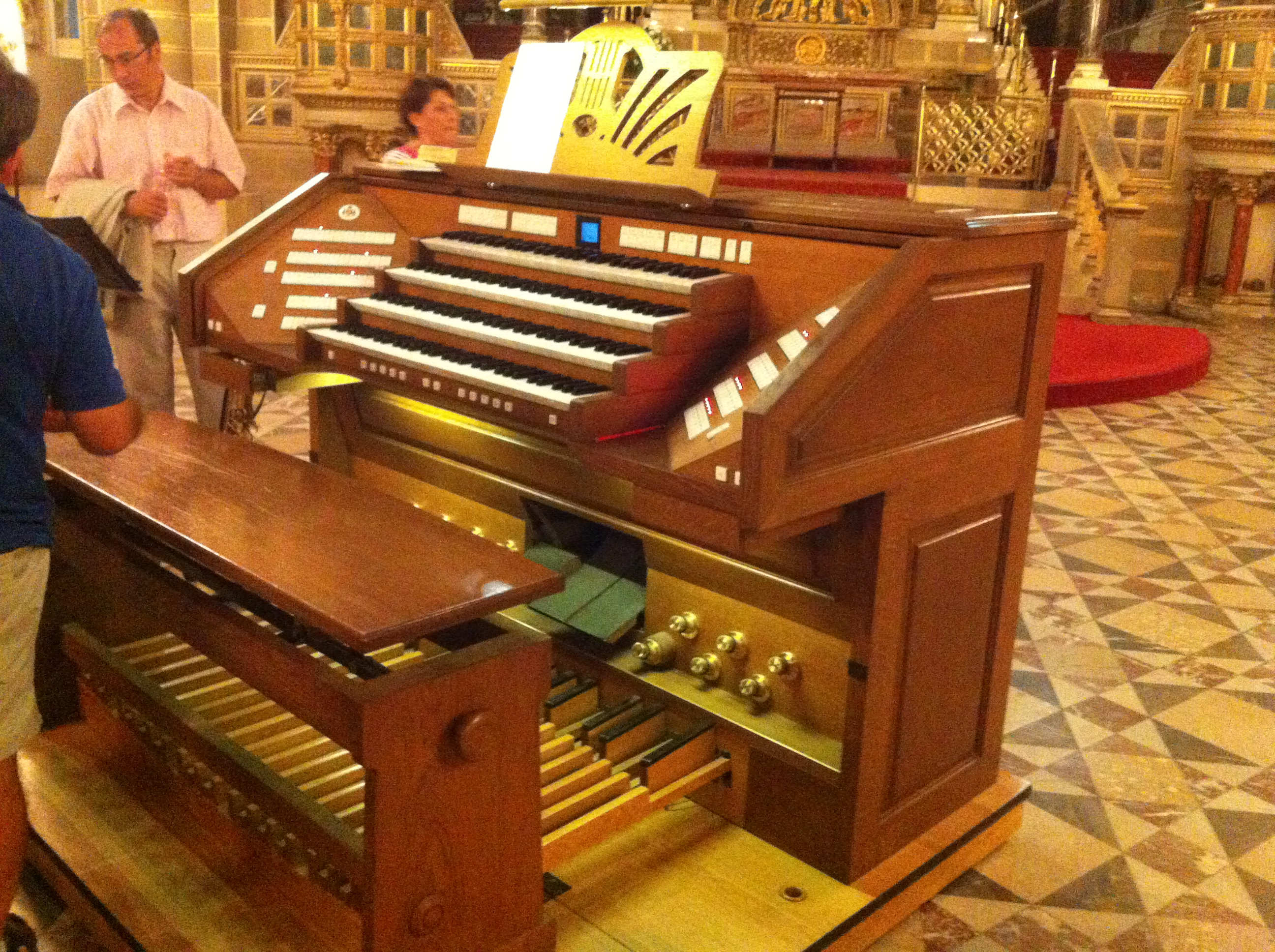
Az orgona közelről

A székesegyház orgonáját az Angster József nevével fémjelzett Angster orgonagyárban készítették 1887-ben.
A régi orgonát 2008 elején újították fel, ezzel a hangszer műszaki és zenei értelemben is korszerű hangszerré vált, amihez elgördíthető digitális játszóasztal és vezérlő elektronika készült, így az orgonista akár a templom közepén is játszhat. Az átépítéssel nemzetközi viszonylatban is a legnagyobb mechanikus csúszkaládás templomi orgona született.

### Az orgona adatai
- Manuálklaviatúrák száma: 4
- Regiszterek száma: 81
- a sípok összes darabszáma: 6101
- Legnagyobb síp hossza: 5 méter
- Legkisebb síp hossza: 5 milliméter
- Legnagyobb síp tömege: 140 kg
- Legkisebb síp tömege: 14 gramm
- Az orgonaszekrény: szélesség 8,8 méter, mélység 4,3 méter, magasság 10 méter
- Szélcsatornák hossza: 120 méter

## Harangjai
Harangjai a déli oldal tornyaiban vannak: a keleti toronyban a Mária, Pál és Ferenc harangok, a nyugatiban az 1819-ben öntött Péter, Magyarország nyolcadik legnagyobb harangja, amely csak a nagy egyházi ünnepeken szólal meg. A Péter-harangot tartó fából készült szerkezetet 2008 októberében cserélték ki, mert a régi tartók már nem bírták a hatalmas súlyt.
A Péter harangot maximum 32 másodpercig lehet működtetni, ellenkező esetben a rezgés károsíthatja a tornyot.